# Гусев, Сергей Евтеевич
Серге́й Евте́евич Гу́сев (2 (14) октября 1897, деревня Паткино Московская губерния — 25 сентября 1984, Москва) — советский оператор документального кино, фронтовой кинооператор в годы Великой Отечественной войны. Заслуженный деятель искусств РСФСР (1958), лауреат Сталинской премии первой степени (1951).

## Биография
Родился 2 (14) октября 1897 года в деревне Паткино Московской губернии (ныне — Раменский район) в семье ткача. В кино с 1913 года. В 1920 году окончил Коммунистический университет имени Я. М. Свердлова.
Руководил съёмками похорон В. И. Ленина. С 1926 года — оператор кинохроники. Снимал боевые действия на Халхин-Голе. C марта 1940 года по июнь 1941-го — директор, оператор Рижской киностудии хроникально-документальных фильмов.
В годы Великой Отечественной войны руководил работой фронтовых киногрупп, снимал боевые операции.
Член РКП(б) с 1918 года, член Союза кинематографистов СССР (Москва).
Скончался 25 сентября 1984 года в Москве. Похоронен в Москве, на Рогожском кладбище, участок 1

## Фильмография
- 1927 — Иванов-Вознесенск (совм. с Юдиным)
- 1927 — Казань
- 1927 — Страна Ленина (совм. с группой операторов)
- 1928 — Всесоюзная спартакиада (совм. с И. Кобозевым, П. Новицким, М. Трояновским, Е. Шнейдером, М. Шкаренковым)
- 1928 — Шахтинский процесс (совм. с группой операторов)
- 1929 — Конфликт на КВЖД (совм. с Леонтьевым, Р. Гиковым)
- 1929 — На Бобруйских манёврах (совм. с И. Беляковым, С. Давидсоном, В. Ешуриным)
- 1929 — Особая дальневосточная (совм. с Леонтьевым, Р. Гиковым)
- 1930 — Объявляем войну (совм. с Мартыновым)
- 1931 — 13 дней / Процесс промпартии (совм. с группой операторов)
- 1931 — Конец Охотному (совм. с В. Ешуриным)
- 1931 — Мы видели лицо Европы (совм. с А. Щекутьевым, Р. Гиковым)
- 1932 — Что не нравится господину Рябушинскому (совм. с М. Ошурковым, Б. Макасеевым)
- 1934 — Коммунары наших крепостей
- 1935 — 7-й Всесоюзный съезд Советов (совм. с Р. Карменом, С. Коганом, Б. Макасеевым, М. Ошурковым, Б. Цейтлиным)
- 1935 — Кавалеристы (совм. с М. Глидером, Д. Рымаревым, Н. Степановым, В. Соловьёвым, Н. Вихиревым)
- 1935 — Счастливая юность (совм. с группой операторов)
- 1938 — Современная Монголия
- 1939 — Халхин-Гол
- 1941 — Навстречу солнцу
- 1942 — 25-й Октябрь
- 1942 — Конференция трёх министров
- 1943 — Монгольский народ — Красной армии
- 1945 — День танкистов
- 1945 — Парад молодости
- 1945 — Парад Победы (совм. с группой операторов)
- 1947 — Всесоюзный парад физкультурников
- 1947 — Слава Москве
- 1949 — Пушкинские дни
- 1950 — 33-й Октябрь
- 1950 — Мы видели лицо Европы
- 1950 — Победа китайского народа (совм. с группой операторов)
- 1950 — Спортсмены Советской армии
- 1950 — Торф
- 1951 — Декада Узбекистана
- 1951 — Монголия
- 1952 — Библиотека имени В. И. Ленина
- 1952 — Народные таланты
- 1953 — Великое прощание (совм. с группой операторов)
- 1953 — Праздник советской авиации
- 1954 — Праздник нашей молодости
- 1955 — Советская выставка в Буэнос-Айресе
- 1956 — 100 лет Третьяковке
- 1956 — Путешествие по Аргентине (также режиссёр)
- 1956 — Путешествие по Чёрному морю
- 1957 — Праздник нового мира
- 1960 — Люди смелых дерзаний
- 1960 — Солидарность

## Награды и премии
- Сталинская премия первой степени (1951) — за фильм «Победа китайского народа» (1950).
- заслуженный деятель искусств РСФСР (1958).
- орден Красного Знамени (4.7.1942).
- орден Трудового Красного Знамени (6.3.1950)[2].
- орден Красной Звезды (1939).
- орден Полярной звезды (Монголия) (1939).